# Niente d'importante
Niente d'importante è un album del cantautore italiano Marco Masini, pubblicato il 27 settembre 2011.
Il primo singolo ad essere estratto dall'album è il brano omonimo, che è stato pubblicato il 2 settembre 2011.
L'album ha esordito alla posizione numero 8 della classifica dei dischi più venduti.

## Tracce
1. Non ti amo più – 3:43 (A. Iammarino, C. Chiodo, Marco Masini)
2. Fino all'ultimo minuto – 3:34 (A. Iammarino, C. Chiodo, M. Masini)
3. Il buffone del momento – 3:46 (G. Dati, M. Masini)
4. Colpevole – 3:32 (A. Iammarino, M. Masini, C. Chiodo)
5. Il principe azzurro – 3:55 (Giuseppe Dati, M. Masini)
6. Niente d'importante – 3:52 (A. Iammarino, M. Masini)
7. Quello che adesso non so – 3:39 (M. Masini, A. Iammarino)
8. L'amore si ricorda di te – 3:51 (A. Iammarino, M. Masini)
9. L'eterno in un momento – 3:57 (A. Iammarino, C. Chiodo, M. Masini)
10. Resta ad un passo – 3:38 (A. Iammarino, M. Masini)
11. Angela e la felicità – 3:44 (M. Masini, A. Iammarino, C. Chiodo)
12. Marco come me – 4:07 (A. Iammarino, M. Masini)

## Formazione
- Marco Masini – voce, tastiera, pianoforte, organo Hammond
- Alessandro Magnalasche – chitarra elettrica
- Antonio Iammarino – tastiera, pianoforte, organo Hammond
- Giorgio Secco – chitarra acustica
- Cesare Chiodo – basso
- Massimiliano Agati – batteria
- Simone Papi – tastiera, pianoforte, organo Hammond
- Stefano Cerisoli – chitarra elettrica
- Riccardo Cherubini – chitarra acustica, chitarra elettrica

## Classifiche
| Classifica (2011) | Posizione massima |
| ----------------- | ----------------- |
| Italia            | 8                 |